# Lubomír Knapp
Lubomír Knapp (* 19. listopadu 1950 Prostějov) je bývalý český fotbalista, záložník, reprezentant Československa.

## Fotbalová kariéra
V československé reprezentaci odehrál v letech 1974–1977 deset utkání, jednou nastoupil v reprezentačním B-mužstvu, dvakrát v olympijském výběru. V československé lize nastoupil ve 257 utkáních a vstřelil 43 branek. Hrál za Baník Ostrava (1973–1982) a Sigmu Olomouc (1983). S Baníkem získal tři tituly mistra republiky (1976, 1980, 1981) a jednou vyhrál československý pohár (1976). Probojoval se s týmem z Bazalů též do semifinále Poháru vítězů pohárů (1979). V Malé encyklopedii fotbalu z roku 1984 ho autoři charakterizovali slovy: "Bojovný a fyzicky zdatný záložník stabilní výkonnosti."

## Ligová bilance
| Ročník           | Zápasy | Góly | Minuty | Klub                 |
| ---------------- | ------ | ---- | ------ | -------------------- |
| I. liga 1973/74  | 29     | 3    | –      | TJ Baník OKD Ostrava |
| I. liga 1974/75  | 27     | 6    | –      | TJ Baník OKD Ostrava |
| I. liga 1975/76  | 27     | 8    | –      | TJ Baník OKD Ostrava |
| I. liga 1976/77  | 13     | 1    | –      | TJ Baník OKD Ostrava |
| I. liga 1977/78  | 29     | 6    | –      | TJ Baník OKD Ostrava |
| I. liga 1978/79  | 29     | 5    | –      | TJ Baník OKD Ostrava |
| I. liga 1979/80  | 24     | 7    | –      | TJ Baník OKD Ostrava |
| I. liga 1980/81  | 30     | 3    | –      | TJ Baník OKD Ostrava |
| I. liga 1981/82  | 28     | 4    | –      | TJ Baník OKD Ostrava |
| I. liga 1982/83  | 10     | 0    | –      | TJ Baník OKD Ostrava |
| I. liga 1982/83  | 11     | 0    | –      | TJ Sigma ZTS Olomouc |
| II. liga 1983/84 | 21     | 2    | –      | TJ VP Frýdek-Místek  |
| II. liga 1984/85 | 20     | 4    | –      | TJ VP Frýdek-Místek  |
| CELKEM I. LIGA   | 257    | 43   | –      |                      |